# السنة القطبية الدولية

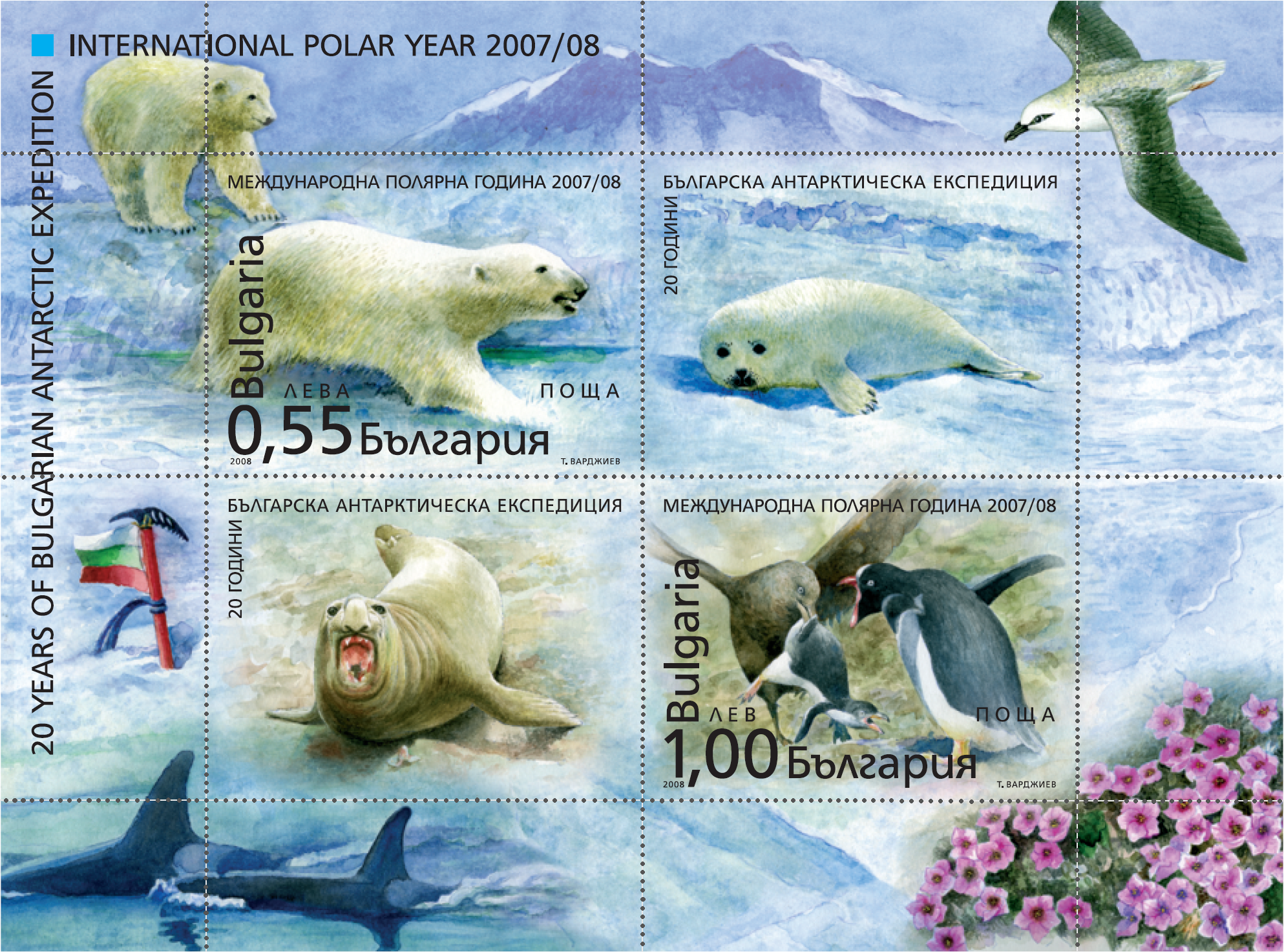

السنة القطبية الدولية (بالإنجليزية: International Polar Year) هي جهد دولي تعاوني للبحث عن المناطق القطبية. كان كارل ويبرخت، هو ضابط ومستكشف في البحرية النمساوية المجرية، كان قد اتجه لهذا المسعى، لكنه توفي قبل أن يدركه وذلك بين عامي 1882 و1883. وبعد خمسين عامًا، وبين عامي 1932 و1933 حدَثَت السنة القطبية الدولية الثانية. وقد اُستُلهمَت السنة الفيزيائية الأرضية الدولية من السنة القطبية الدولية، وقد حدثت السنة الفيزيائية الأرضية الدولية بعد 75 عامًا من أول سنة قطبية دولية وذلك بين عامَي 1957 و1958.
ثالث سنة قطبية دولية بدأت في عام 2007، واستمرت حتى عام 2009. وكانَت برعاية المجلس الدولي للعلوم، والمنظمة العالمية للأرصاد الجوية. ورأَسَها رئيس فريق التخطيط الدولي وقد أُنشئَت ضمن المجلس الدولي للعلوم لهذا الحدث على يد الأستاذ كريس ريبلي والدكتور روبن بيل والدكتور ديفيد كارلسون وهو مدير مكتب البرنامج الدولي للسنة القطبية الدولية.

## الحدث
المناطق القطبية بها العديد من الظواهر الفريدة. كنُظم الهواء والماء الدوراني والسطحي، والذي يحدث في غالبية خطوط المجال المغناطيسي للأرض. وقد بَقِيَت الأنهار الجليدية السميكة الهوائية والمائية من العصور القديمة. ومن الأسهل لمراقبة هذه الظواهر أن نكون بالقرب من القطبين.
للأسف، فإن أقطاب الأرض أماكن مكلفة للزيارة، وذلك لعدة أسباب أهمها أنها بعيدة وباردة ومهجورة. والبنية التحتية متفرقة والتضاريس وعرة في المناطق القطبية (غالبًا ما تتكون من كتل جليدية مع صدوع بينها). ولكن بسبب مشاركة البرامج التعاونية الدولية في التكاليف والتحصيل على أقصى حد من الملاحظات العلمية المنسقة، سهَّل أمر السفر والسكن في القارة القطبية الجنوبية. ومن أكثر أمثلة البرامج التعاونية شُهرةً هو السنة القطبية الدولية.